# Max Litchfield
Max Robert Litchfield (né le 4 mars 1995 à Pontefract) est un nageur britannique, spécialiste des 4 nages.

Il remporte la médaille de bronze en 200 m 4 nages lors des Championnats d’Europe 2018. 